# Offachloritis dryanderensis
Offachloritis, rod kopnenih mekušaca iz razreda puževa (Gastropoda) i porodice Camaenidae. Pripada mu samo jedna vrsta, Offachloritis dryanderensis, koja živi na dva manja područja u sjeveroistočnoj Australiji u državi Queensland.

## Sinonim
- Helix dryanderensis J.C. Cox, 1872[2]